# Empreinte culturelle
L'empreinte culturelle est l'impact que les groupes et les individus exercent sur l'environnement culturel et social.

## Éléments de définition
L'empreinte culturelle a fait l'objet d'une définition en juin 2013, à l'initiative d'un groupe d'experts issus de l’UNESCO, de l’OCDE, de l’Organisation internationale de la Francophonie, des ministères français, des entreprises et de la société civile.
Elle est ainsi désignée comme étant « l'ensemble des externalités, positives ou négatives, générées sur l’environnement culturel par l'action d'un agent. » On la considère positive lorsqu'elle enrichit la diversité culturelle, lorsqu'elle favorise une intensité culturelle.
Un deuxième document de référence paru en 2017 précise que « l'ensemble des acteurs ont la possibilité d'activer des ressources culturelles disponibles, c'est-à-dire de les explorer et de les exploiter. En même temps, il est de leur responsabilité d'avoir une contribution positive » vis-à-vis de ce substrat, de cette ambiance créatrice. Cela signifie que les groupes et les individus « se posent des exigences, s'engagent à partir de leurs singularités, soient impliqués et investis culturellement. »